# Provinciale (EP)
Provinciale è il primo EP del rapper italiano Rhove, pubblicato il 10 giugno 2022 dalle etichette discografiche Milano Ovest, Virgin e Universal Italia.

## Tracce
Testi e musiche di Rhove e Madfingerz.
1. La famiglia (feat. 8blevrai, Kassimi, Yunes LaGrintaa, Sisco, Néza, Nabi) – 5:10
2. Couple (feat. Sasso) – 3:22
3. Laprovince #2 – 1:57
4. Copacabana – 2:50
5. Tuta Lacoste (feat. Timal) – 3:29
6. La Haine – 2:53
7. Compliquè (feat. Shiva, Ghali) – 3:18
8. Bébé – 2:35

Traccia bonus nell'edizione deluxe
1. Copacabana (feat. Paky) – 3:54

## Classifiche

### Classifiche settimanali
| Classifica (2022) | Posizione massima |
| ----------------- | ----------------- |
| Italia            | 7                 |
| Svizzera          | 72                |

### Classifiche di fine anno
| Classifica (2022) | Posizione |
| ----------------- | --------- |
| Italia            | 77        |